# Dvořákova síň
Dvořákova síň je hlavní koncertní sál v pražském Rudolfinu.

## Popis
Dvořákova síň, pojmenována po hudebním skladateli Antonínu Dvořákovi, vznikla v roce 1884.
Kapacita sálu dosahuje 1148 míst, z nichž většina (1104) je pro sedící, dalších 40 míst je určeno ke stání a zbývající čtyři místa jsou vyhrazena pro invalidní vozíky. Součástí sálu jsou také varhany a samotný prostor je některými označován za nejkrásnější koncertní sál v centrální Praze.